# Style sévère
Le style sévère ou premier classicisme est le style dominant au début du Ve siècle av. J.-C., entre 490 et 450 environ, dans la sculpture grecque classique. Il marque la rupture avec les formes canoniques de le style archaïque du VIe siècle et la transition vers le vocabulaire considérablement élargi du second classicisme de la deuxième moitié du Ve siècle av. J.-C., jusqu'en 430: la signification morale de l'image divine et le langage symbolique de la mythologie se renouvellent. 
Ce premier classicisme se retrouve dans de nombreuses cités du monde hellénique et sur divers supports, notamment la sculpture en bronze en ronde bosse, les stèles funéraires et les reliefs architecturaux. Il a peut-être trouvé son apogée dans les métopes du temple de Zeus à Olympie.

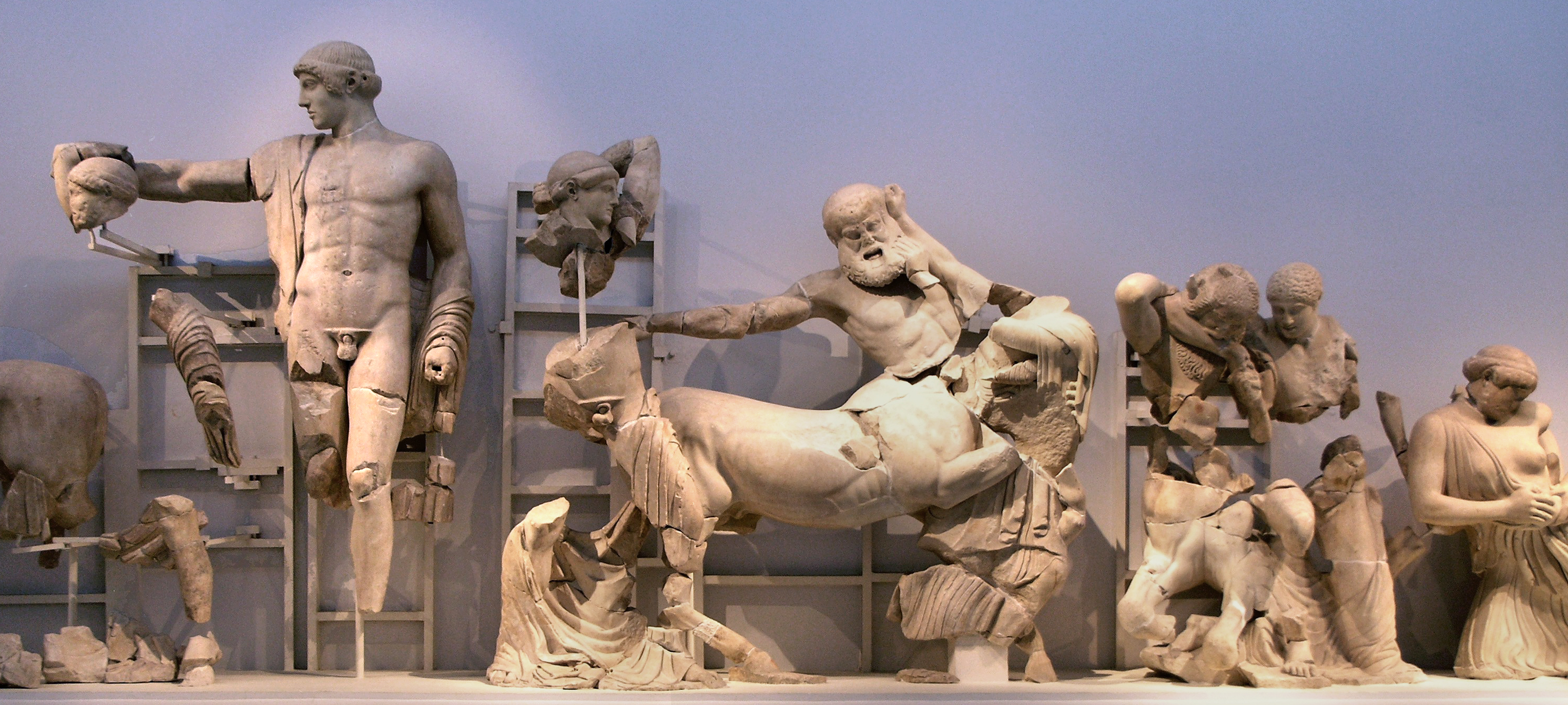
Fronton ouest du temple de Zeus à Olympie, 470 / 456 av. J.-C. Apollon ; Hippodamie agressée par Eurytion ; un jeune homme saisi par un centaure ; une femme lapithe se libère d'un centaure blessé. Musée archéologique d'Olympie.

Le terme « style sévère » a été inventé par Gustav Kramer dans son livre Über den Styl und die Herkunft der bemahlten griechischen Thongefäße (« Sur le style et les origines de la céramique grecque peinte », Berlin, 1837), en référence à la première génération des peintres de vases à figures rouges. Mais depuis Vagn Poulsen et son étude Der strenge Stil (« Le Style sévère », 1937), l'expression est exclusivement associée à la sculpture.

## Exemples du premier classicisme
| Objet   | Description | Origine et datation                                                               |
| ------- | --- | --------------------------------------------------------------------------------- |
| 689     | Tête d'éphèbe blond de l'Acropole Fragment d'une statue de jeune homme (les hanches ont également survécu à l'état de fragment). Marbre avec traces de peinture brun jaune dans les cheveux. Hauteur : 25 cm. Musée de l'Acropole d'Athènes.                                                                                   | Acropole d'Athènes. Vers 490 / 480 av. J.-C.                                      |
| 698     | Éphèbe de Critios Kouros trouvé incomplet en 1865 dans le « dépôt des Perses ». Brisé lors du sac de l'Acropole durant la Seconde Guerre médique, en 480. Marbre de Paros. Musée de l'Acropole d'Athènes. | Acropole d'Athènes. Attribué au sculpteur Critios. Avant 480 av. J.-C.            |
| 686-609 | Coré d'Euthydikos dite « La Boudeuse » Coré de style sévère. Partie haute découverte à l'est du Parthénon en 1882 ; partie basse près de l'Érechthéion en 1886. Marbre de Paros. Inscription sur le socle : « Euthydikos, fils de Thaliarchos, a dédié (cette statue) ». Musée de l'Acropole d'Athènes.                        | Acropole d'Athènes. ca. 490 / 480 av. J.-C.                                       |
|         | Aurige de Delphes Statue consacrée dans le sanctuaire d'Apollon à Delphes par Polyzalos, tyran de Géla et frère du tyran Hiéron de Syracuse, pour célébrer la victoire de son char de course aux jeux Pythiques, en 478 ou 474. Musée archéologique de Delphes.                                                                | Delphes. Trouvé en 1896 sous la Voie sacrée. 478 ou 474.                          |
|         | Bronzes de Riace Un peu plus grands que nature (1,98 mètre de haut pour le guerrier A, 1,97 mètre pour le guerrier B), ils furent découverts en 1972 au large de Riace, en Calabre, probablement sur les lieux d'un naufrage. Musée archéologique national de Reggio de Calabre.                                               | En mer, au large de Riace, en Calabre. Guerrier A vers 460 ; guerrier B vers 430. |
| 15161   | Le dieu de l'Artémision « Zeus » ou « Poséidon ». Bronze, attribué à Kalamis. 2,09 m de haut. Trouvé en 1928 dans l'épave du cap Artémision, en même temps que le jockey de l'Artémision. Les spécialistes font remarquer les proportions un peu archaïques des membres et de la tête. Musée national archéologique d'Athènes. | Épave du cap Artémision, origine inconnue. vers 460 / 450.                        |
| 695     | Athéna pensive Stèle de style sévère, trouvée entre le Parthénon et le mur sud de l'Acropole. Athéna porte des sandales et un chiton sans manches. Elle est armée d'une lance et d'un casque corinthien. Marbre de Paros. Hauteur : 54 cm. Musée de l'Acropole d'Athènes.                                                      | Acropole d'Athènes. ca. 460.                                                      |
|         | Les pommes d'or du jardin des Hespérides Athéna et Héraclès. Quatrième métope est. Musée archéologique d'Olympie. | Temple de Zeus à Olympie.                                                         |
|         | Les oiseaux du lac Stymphale Troisième métope ouest. Musée archéologique d'Olympie (une partie, présentée sous forme de moulage, est au musée du Louvre). | Temple de Zeus à Olympie.                                                         |